# 仕込み刀

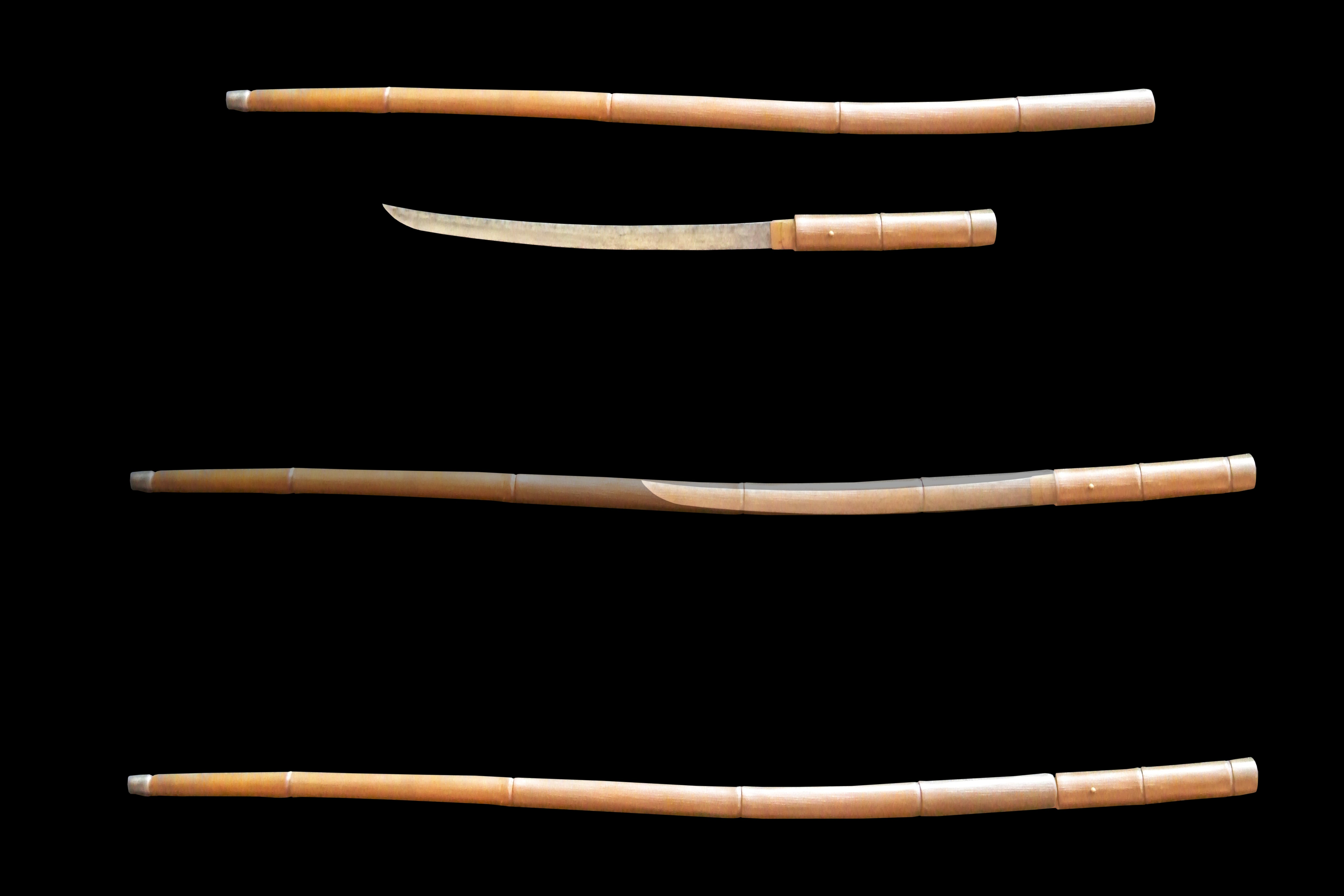
竹の杖を模した仕込み刀

仕込み刀（しこみがたな）は、隠し武器の一種である。広義では日本刀にも分類される。

## 概要

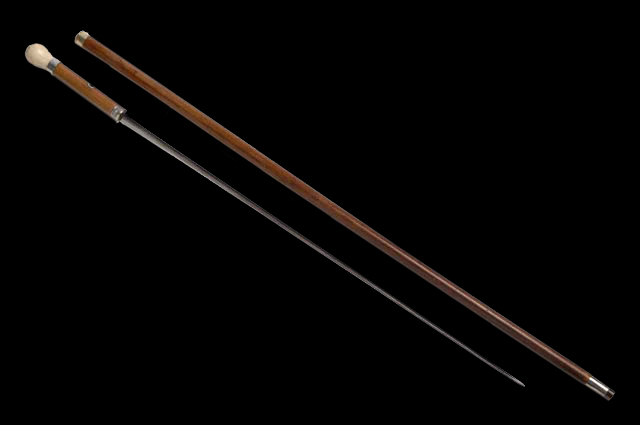
ソードスティック
19世紀のもの

様々な理由により刀剣を剥き出しで携行できない場合に護身用や暗殺用に用いるために製作される武具であり、「仕込」と呼ばれるだけあり、外見からは刀と分からないように偽装されている。その多くは扇子や煙管、杖などの日用品に偽装してある場合が多い。特に、日用品に偽装したものは、大っぴらに武器を持つ事ができないが武装の必要性のある町人が護身用として持っていたようである。その中でも時代劇『座頭市』の主人公・市の得物である仕込み杖は有名である。欧州でも中世頃からソードスティック（Swordstick）と呼ばれる同じ用途のものが存在する。
暗殺用具として用いられたものの他に、近代になって市民社会が発達し、たとえ貴族であっても刀剣を公然と携行することができなくなると、護身用具として杖や傘などの「通常携行していても違和感のない日用品」に偽装、もしくは刀身を内蔵した刀剣類が所持されるようになった（これは後に拳銃の発達によって廃れてゆく）。日本では、明治時代に廃刀令が発布されると、士族階級に刀を仕込んだ杖を所持、携行することが流行した。その後、明治政府によって「刀剣を内蔵した杖」にも禁止令が発布され、現在は銃刀法によって「仕込み刀として製作された刀剣の拵え（外装）に刀身を内蔵させたもの」は所持および所有が禁止されている。
また、たとえ拵えに刀身を組み込んでいなくとも、拵えと刀身を同じ刀袋や刀箱、刀剣運搬用の鞄等に入れて保管、もしくは持ち運ぶことは「仕込み刀の所持及び所有」に準じた行為と見なされることがある。

## 刀身および外装形状

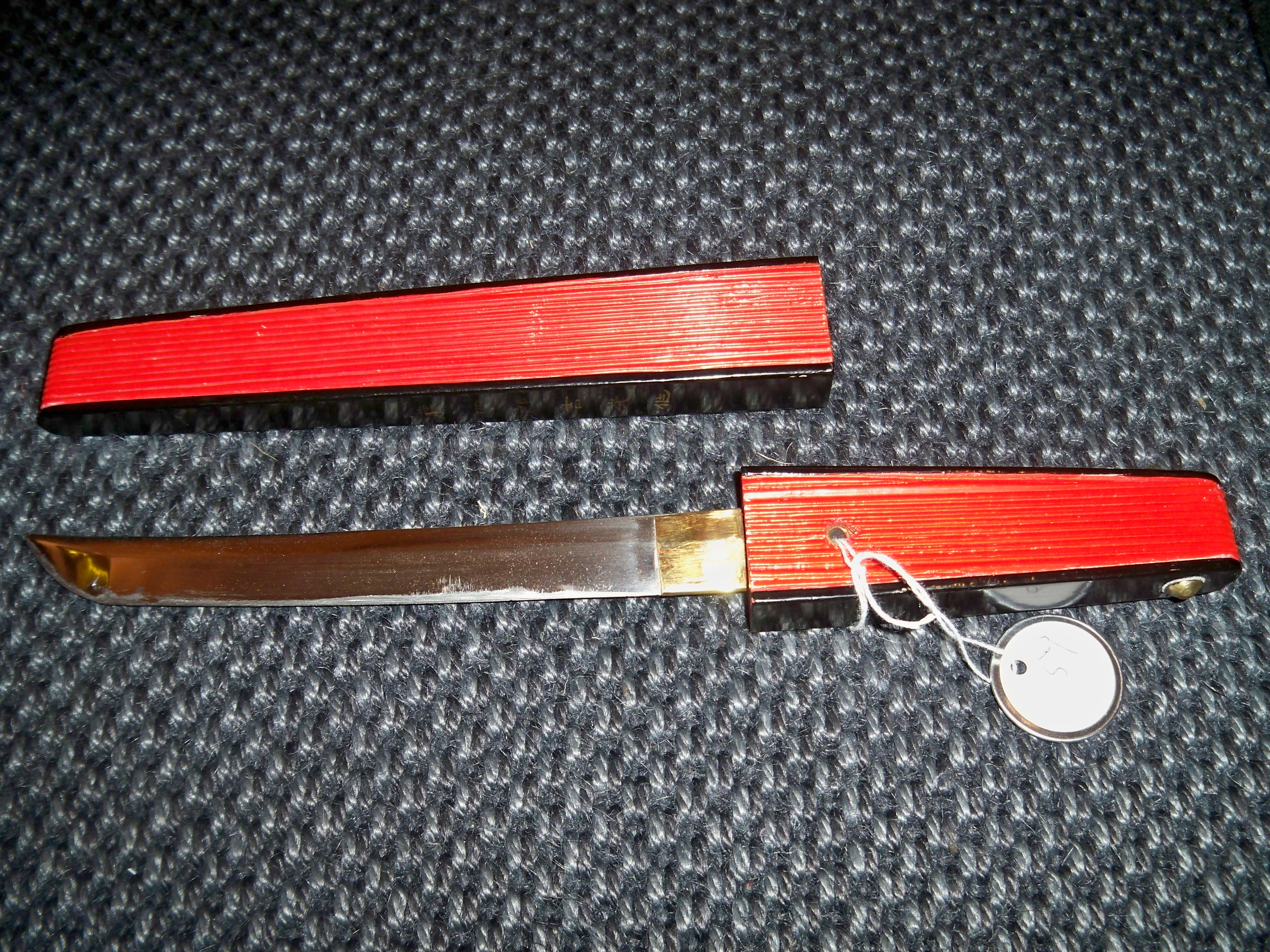
閉じた状態の扇子を模した外装に短刀を内蔵した「仕込み扇子」

仕込み刀の刀身は長脇差など、形状が単純、もしくはサイズが小さく隠し易いものが多い。また、刀の刀身ではなく槍の槍身が隠されている場合もある。
また、一般的な日本刀（打刀）や十手などの柄に小さな刀身を仕込み二段構えの武器としたものもある。変わったところでは、一見通常の日本刀でありながら、柄に短刀の刀身が仕込んである（柄や鞘）「短刀（たんとう）」、外見は通常の大刀と同じか多少長いものだが、刀身は大脇差と同じ程度の長さしかなく、鞘の先端がもう一つの鞘となっていて短刀や三角槍が仕込んである「二つ（ふたつ）」といったものも存在する。これらは相手の不意を突くことを念頭においた、奇襲・暗殺用の特殊武器として制作されたと考えられている。
実用ではなく装飾品としての機能を追求したものには、反りのある刀身に合わせて木や竹の長根に模した外装を持つ、工芸品としても高い価値のある品も存在する。明治期に製作されたものは、節竹や樹皮を模した、もしくは実際にそれらを使用した外観に仕立てられたものが数多く製作された。映画『座頭市』で使用された小道具としての「仕込み杖」は、仕込み刀としての最大公約数的イメージに該当するデザインとなっている。
海外における仕込み刀のバリエーションは多岐に渡り、傘に偽装した仕込み刀も存在する（外装部は通常の傘としての機能も持っている）。しかし、仕込み傘を始めとして西洋仕込み刀の刀身はブレード状ではなく、突き専用のロング・ニードル・タイプが使用されることが多い。これは単に杖に刀身を仕込むには、スペースの問題からニードルの方がふさわしいという製造上の選択理由であると共に、暗殺武器として用いるには斬り合いを演じることは通常は想定しない、という実用上の問題でもあった。日本と同じく、実用ではなく装飾品としての機能を追求した、工芸品としても高い価値のある品も数多く制作された。
日本国内では過去、身近な日用品に短いナイフを仕込んだ「仕込みボールペン」や「仕込みクレジットカード」「仕込口紅」等の品もナイフ市場の流通経路に存在していたが、どれもデザイン先行の品で実用性は皆無に等しいものが多く、「ジョークグッズ」に近い位置付けの品であった。これらは、現在はごく一部店舗でのみ扱っている程度しか確認されていない。
なお、日本国内において刃渡り6cm以上の刃物を正当なる理由（「護身用途」は正当なる理由とは見なされない）なく携帯することは、銃刀法により禁じられている。刃渡り6cm以下のものでも、明らかに「刃物を偽装して携帯するため」に作られている品については、携行することの正当性が認められない場合も多い。

## 模擬刀としての仕込み刀
仕込み刀は映像作品等で有名であるためか、コスプレの小道具用やコレクション用として模擬刀のジャンルとしても人気があり、時代劇『座頭市』の作中で用いられた小道具のレプリカ品を初めとして、各種の仕込み杖や仕込み刀の模擬刀が販売されている。
杖に細身の刀身が内蔵されているソードスティックな仕込み杖の他にも、ステッキを模した外装のもの、洋傘や和傘の柄に仕込まれたもの、竹箒やデッキブラシ、モップ等の外装に仕込まれているものまで、各種の仕込み刀が商品として存在する。
刀身が模擬刀剣の場合は銃刀法による「変装銃砲刀剣類」とは見なされないため、仕込み刀の拵えと刀身が結合されていても「所持及び所有の禁止」の対象には当たらないが、模擬刀剣であっても銃刀法によって正当な理由のない携帯は禁止されている。

## 現存する仕込み刀

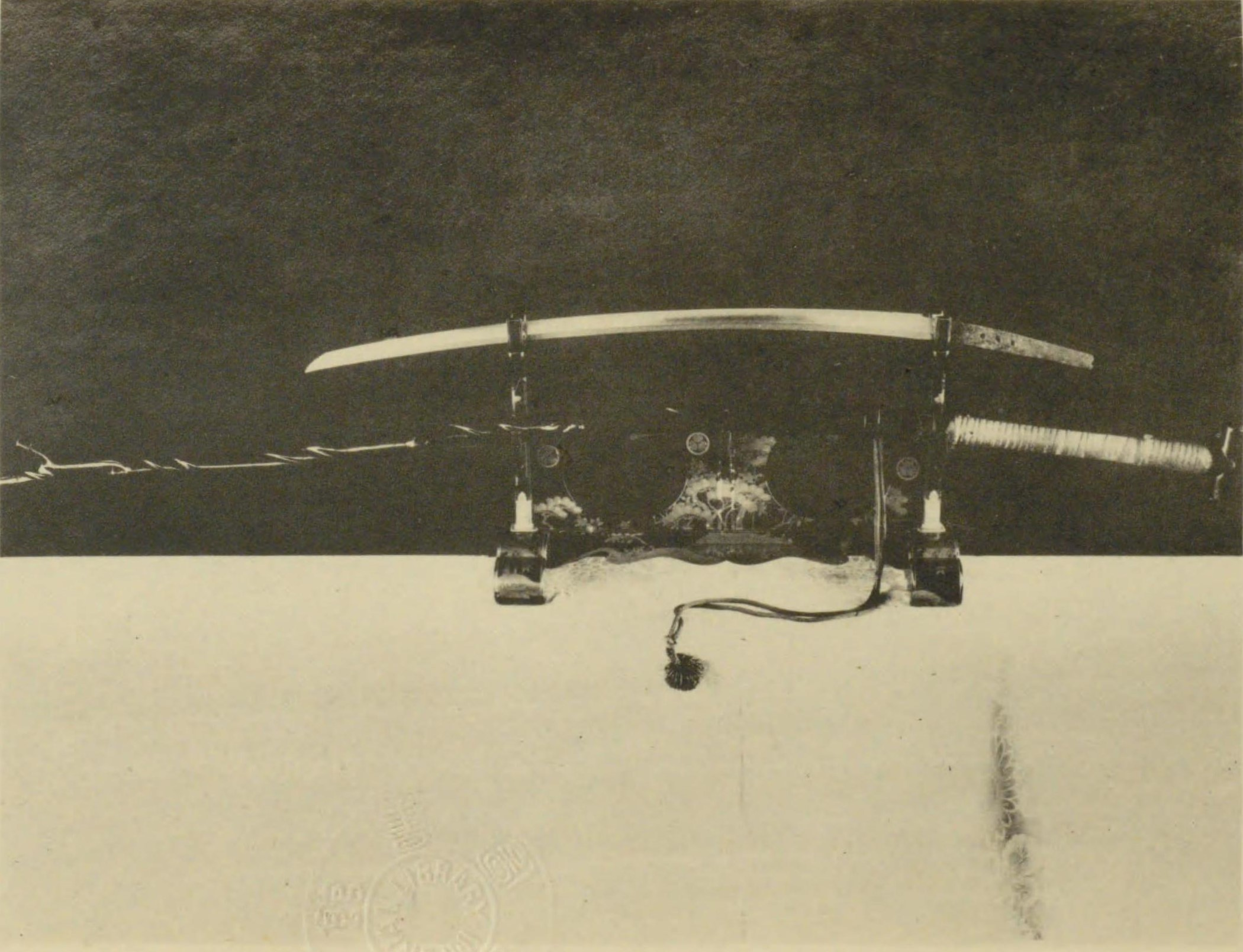
太刀 銘「国宗」とその拵「戒杖刀」（現在個人蔵、重要美術品）。上杉謙信が上洛時、高野山で舜学坊清胤に教えを受けた際に携えていたと伝えられる仕込み杖である。

- 正倉院には「杖刀（じょうとう）」と呼ばれる、杖の外観を模した拵え（外装）に刀身を収める直刀が2口（呉竹鞘御杖刀、漆塗鞘御杖刀）保管されている。
  - この杖刀が、「刀剣を杖に偽装した」ものであるのか「刀剣の外装を杖のように仕立てて拵えた」ものであるのかは判然としていないが、「呉竹鞘御杖刀（くれたけのさやのごじょうとう）」の刀身は雲文や星宿文を金象嵌で表した、明らかに儀礼用とみられるものであることから、杖刀は「儀礼刀剣の外装を杖のように仕立てて拵えた」ものと考えられている。

- 「戒杖刀（かいじょうとう）」と号される、上杉謙信が上洛した際に、高野山で舜学坊清胤に教えを受けた際に携えていたと伝えられる仕込み杖が現代に伝わっている（重要美術品認定、上杉神社蔵）。
  - この仕込み杖は、備前三郎国宗作の刀身（銘「国宗」）を流木を模して作られた杖様の拵えに収めたもので、全体を黒漆で塗り、柄頭に当たる部分には撞木に似た握りがあり、柄に当たる部分には浅葱色錦地に紫色平紐を平巻にした、杖・刀を両立させた高度な作りの仕込み杖となっている。

- 伊藤博文は廃刀令発布以後は兼定作の脇差を仕込み杖に拵え直して携帯していた。伊藤が満州のハルビン駅で暗殺された際にも、この仕込み杖を携帯していた。

この他、仕込み刀は戦前、特に明治初期に多く製作されたため、これらの著名な品の他にも現存しているものは多い。刀剣店にて販売されていることも珍しくはなく、特別な手続きなく購入は可能であるが、前述のように拵えに刀身を組み込んで「仕込み刀」として所持することは違法である。

## 類似品

### 仕込み銃

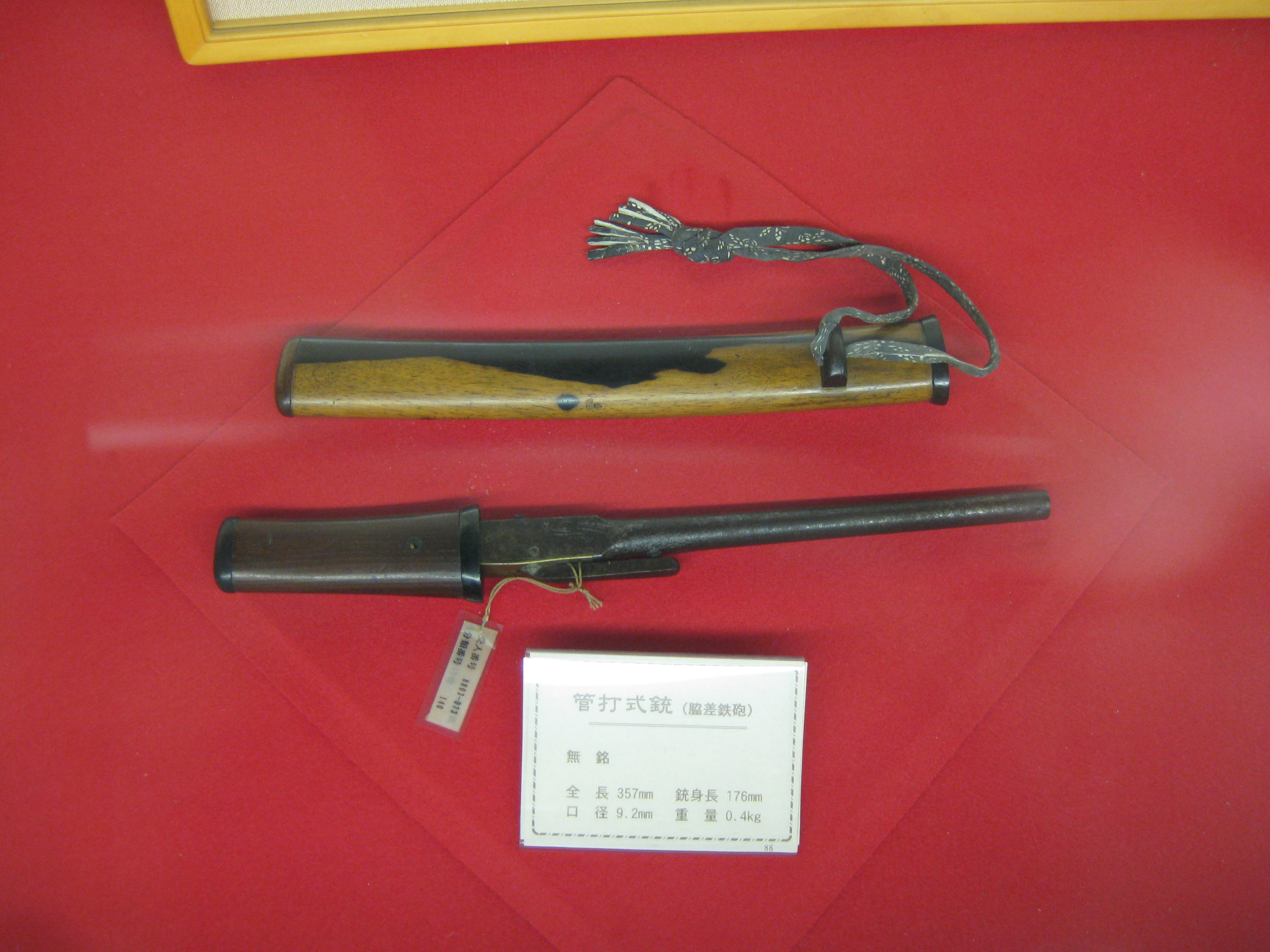
短脇差の外装に管打式の単発銃を仕込んだ「脇差鉄砲」
幕末に製作されたと思しき品で、熊本城天守閣内熊本市立熊本博物館分館の展示品

刃物ではなく銃を杖に仕込んだ「仕込み銃」（Cane gun、杖銃とも）も存在している。アメリカのレミントン社が1860年代に発売した。犬の頭を模した杖頭を持つ杖に32口径（8.12mm）のリムファイア弾を使用する単発銃の機構を内蔵したものが有名である。
日本では、主に江戸時代に脇差や短刀、十手や畳んだ状態の扇子、煙管などを模した物に銃身と単純な撃発機構を内蔵したものが製作され、少数が現存している。第二次世界大戦期には、ベルトのバックルに仕込むバックルピストルがナチス・ドイツによって試作された。ジップ・ガン（手製拳銃）の一部は、この種の隠し武器として用いるために製造されている。
暗殺や護身のための隠し武器として製作されたものだけではなく、外装に凝った狩猟のための猟銃として製作されたものが多くあり、日本で製作されたものはこの「凝った外装の猟銃」であるものが多い。
仕込み銃は虎ノ門事件で犯人が使用したことで有名であるが、これがライフル銃ではなく散弾銃であったことも仕込み銃が隠し武器ではなく猟銃であったことの証左である。
仕込み刀と同じく、現在の日本では銃刀法で所持が禁止されている。

### スタンガン

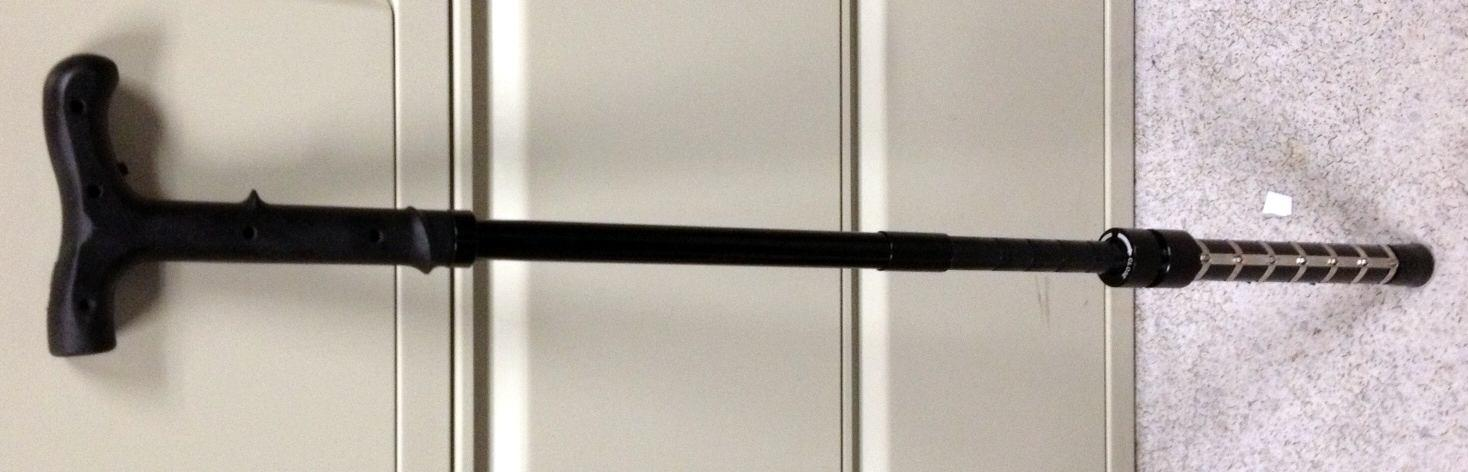
空港で押収されたスタンガンを仕込んだ杖

刃物は殺傷の危険性が高く護身用としては過剰装備であるため、スタンガンを仕込んだ杖も存在する。